# Act Up (City Girls)
Act Up è un singolo del duo musicale statunitense City Girls, pubblicato il 3 aprile 2019 come secondo estratto dal primo album in studio Girl Code.

## Descrizione
La canzone ha ricevuto particolare attenzione dai media dopo che si è scoperto che Lil Yachty ne ha scritto una gran parte.

## Altre versioni
Nel marzo 2019, DaBaby ha eseguito un freestyle sulla base della canzone. Ad agosto dello stesso anno è stato pubblicato il singolo Hot Girl Summer, di Megan Thee Stallion con la partecipazione di Nicki Minaj e Ty Dolla Sign, contenente un campionamento di Act Up.

## Successo commerciale
Act Up ha raggiunto la vetta nella Rhythmic Songs statunitense nella pubblicazione del 6 luglio 2019 e la 26ª posizione nella Billboard Hot 100, diventando il miglior posizionamento del duo in quest'ultima classifica.

## Classifiche

### Classifiche settimanali
| Classifica (2019) | Posizione massima |
| ----------------- | ----------------- |
| Canada            | 77                |
| Stati Uniti       | 26                |

### Classifiche di fine anno
| Classifica (2019) | Posizione |
| ----------------- | --------- |
| Stati Uniti       | 68        |